# Линдстрём, Густав
Густав Линдстрём (1829—1901) — шведский палеонтолог.
В 1848 г. поступил в Уппсальский университет, в котором в 1854 г. получил докторскую степень. Прослушав в Стокгольме курс лекций Свена Ловена, он заинтересовался зоологией Балтии, и опубликовал несколько работ по фауне беспозвоночных, впоследствии — о рыбах. В 1856 г. стал школьным учителем.
На досуге исследовал окаменелости силурийских скал Готланда, включая кораллы, плеченогих, брюхоногих в том числе: крылоногих, головоногих и ракообразных. Он также описал род Cyathaspis из Wenlock Beds в Готланде, вместе с Т. Тореллом и скорпионов Palaeaphonus из Ludlow Beds в Висбю.
В 1876 г. назначен профессором и хранителем Палеозоологического отдела шведского Музея естественной истории в Стокгольме. Избран членом-корреспондентом Петербургской академии наук 13.12.1886 г. по физико-математическому отделению (разряд физических наук). Награждён Медалью Мурчисона Геологического общества Лондона в 1895 г.